# Дембінець (Опольське воєводство)
Дембінець (пол. Dębiniec, нім. Dambinietz) — село в Польщі, у гміні Мурув Опольського повіту Опольського воєводства.
Населення — 391 особа (2011).

## Демографія
Демографічна структура станом на 31 березня 2011 року:
|          | Загалом | Допрацездатний вік | Працездатний вік | Постпрацездатний вік |
| -------- | ------- | ------------------ | ---------------- | -------------------- |
| Чоловіки | 179     | 21                 | 132              | 26                   |
| Жінки    | 212     | 28                 | 126              | 58                   |
| Разом    | 391     | 49                 | 258              | 84                   |